# Lexikon (album)
A Lexikon Benkő László első szintetizátoros lemeze. Két külön lemezen jelent meg: az első 1982-ben, a második 1984-ben. A két lemez egy CD-n 1993-ban jelent meg Lexikon A–Z címen.

## Története
Benkő zenésztársai segítségével készítette el szólólemezét, amelyet előtanulmánynak tekintett az Omega együttes 1982 őszén megjelenő albumához. Utóbbi stúdiómunkáját ugyanazon év októberében fejezték be.

## Lexikon I. (1982)
1. Atlantisz
2. Bábel
3. Cirkusz
4. Drakula
5. Energia
6. Fata Morgana
7. Guernica
8. Hazárd
9. Impromptu
10. Jaguár
11. Kánon

## Lexikon II. (1984)
1. Légió
2. Mambó
3. Nosztalgia
4. Orpheus
5. Pieta
6. Quartier Latin
7. Reflex
8. S.O.S.
9. Titanic
10. W.C.
11. Zebra
12. X.Y.

## Lexikon A–Z (1993)
A két lemez egy CD-n.
1. Atlantisz
2. Bábel
3. Cirkusz
4. Drakula
5. Energia
6. Fata Morgana
7. Guernica
8. Hazárd
9. Impromptu
10. Jaguár
11. Kánon
12. Légió
13. Mambó
14. Nosztalgia
15. Orpheus
16. Pieta
17. Quartier Latin
18. Reflex
19. S.O.S.
20. Titanic
21. W.C.
22. Zebra
23. X.Y.

## Közreműködők
- Kóbor János – zenei rendező
- Nemes László – hangmérnök

## Visszajelzések, kritikák
Az elektronikus rockzene meghonosodásának egyik képviselőjének tekintett album, Presser Gábor Elektromantik című albuma mellett. Az album „felvételei hanghatásban gazdagabbak, de nem rendelkeznek azzal a meg-megtorpanó, majd újra nekilendülő dinamikával vagy finom, lírai dallamokkal, amelyekkel az Elektromantik”.